# ديرة (دبي)
ديرة هي الجانب الشمالي لمدينة دبي التي يفصلها الخور إلى جزئين. يصل حاليا بين ديرة والجزء الثاني من مدينة دبي وهو بر دبي ستة معابر، خمسة جسور ونفق. كانت تعتبر ديرة المركز التجاري لمدينة دبي، ولكن الآن أصبحت المدينة بأكملها مركزا تجاريا هاما.
كما تقدم ديرة مزيجاً بين التاريخ والحداثة وبين التقاليد القديمة ونمط الحياة المعاصر حيث أنها تتمتع بخلفية تاريخية عريقة، والتي بقيت محافظة عليها على الرغم من التطور الكبير والحداثة التي دخلتها.
يعتبر برج الساعة في منطقة ديرة أحد المعالم البارزة في المدينة، والتي تم الانتهاء من بناءها عام 1963، كما تحتوي ديرة على العديد المناطق التراثية ومنها الأسواق التقليدية القديمة مثل سوق التوابل وسوق الذهب الذي يحوي المئات من المتاجر والتي تبيع المجوهرات الذهبية والمجوهرات الأخرى المصنوعة من الفضة والأحجار الكريمة، بالإضافة إلى مجموعة من المتاحف وهي متحف الشاعر العقيلي ومتحف المرأة ومتحف نايف.

## منشآت ديرة
يقع مطار دبي الدولي في ديرة وكذلك مجموعة هامة من الفنادق الدولية كفندق الشيراتون وفندق جراند حياة وفندق حياة ريجنسي وغيرهم. كما ينشأ فيها الآن نخلة ديرة وهي منشأة سكنية ضخمة تبنى في مياه الخليج العربي. ومن الدوائر الحكومية التي تقع في ديرة، الدائرة الاقتصادية وبلدية دبي وغرفة تجارة وصناعة دبي ودائرة الأملاك والأراضي وكذلك وزارة التربية والتعليم ووزارة الخارجية ووزارة العمل والعمال ووزارات أخرى. كما تشمل ملعبًا دوليًا للغولف وناديين من نوادي دبي الرياضية، وهما نادي الشباب العربي والنادي الأهلي والذين تم دمجهما في العام 2017 بالإضافة لنادي دبي الثقافي الرياضي في كيان واحد يحمل اسم (نادي شباب الأهلي - دبي).

## الكورنيش

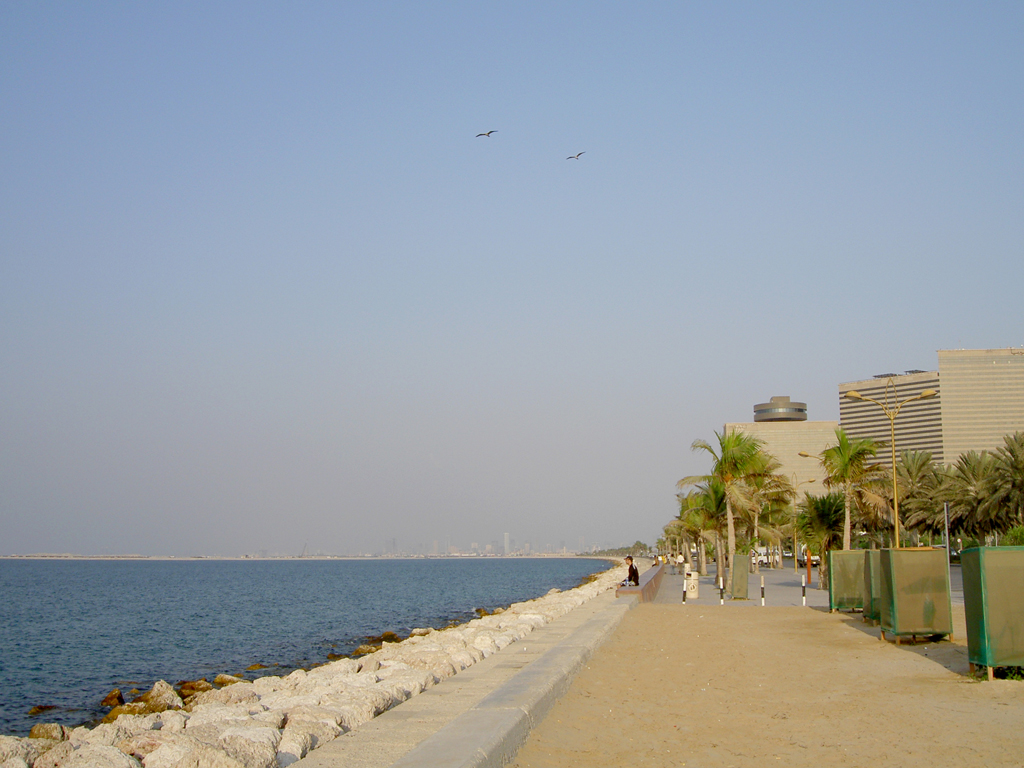
كورنيش ديرة

يمتد الكورنيش من أمام مرسى اليخوت عند جسر آل مكتوم وحتى منطقة الراس في ديرة حيث فندق حياة ريجنسي. وتنتشر على رصيفه قوارب البوم التقليدية، وتشرف عليه أبراج مكتبية وسكنية على امتداده، بعضها لمصارف وبنوك دولية ومحلية.

## المعابر

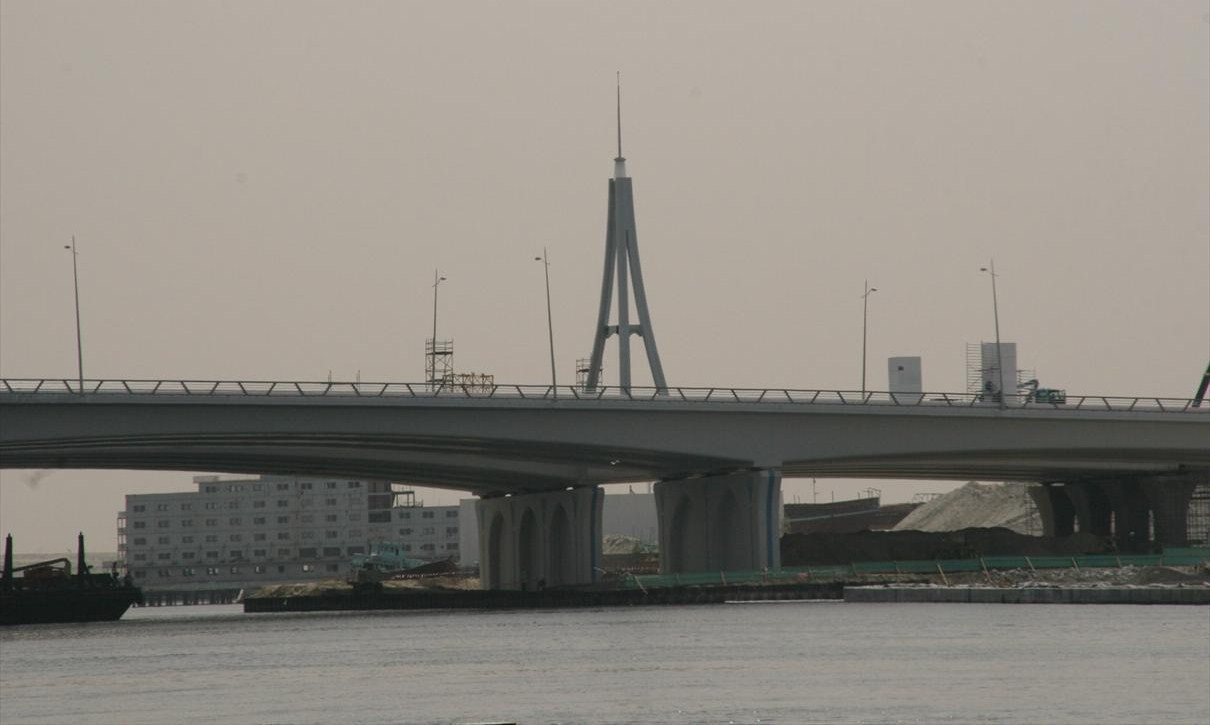
معبر الخليج التجاري

للعبور بين جزئي المدينة هناك أربعة جسور ونفق بالإضافة إلى القوارب الصغيرة التي تسمى عبرات. والجسور هي:

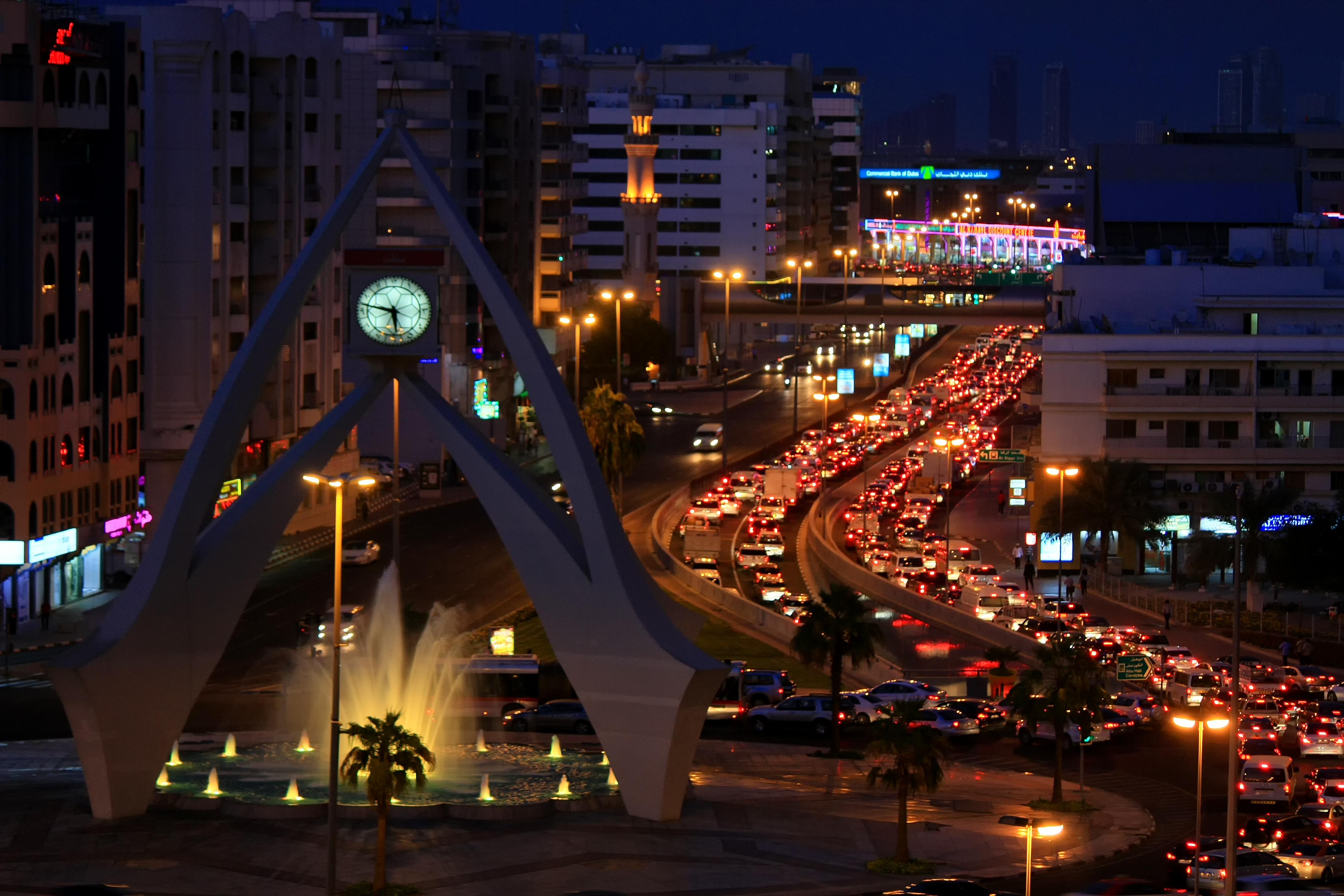
برج الساعة - ديرة

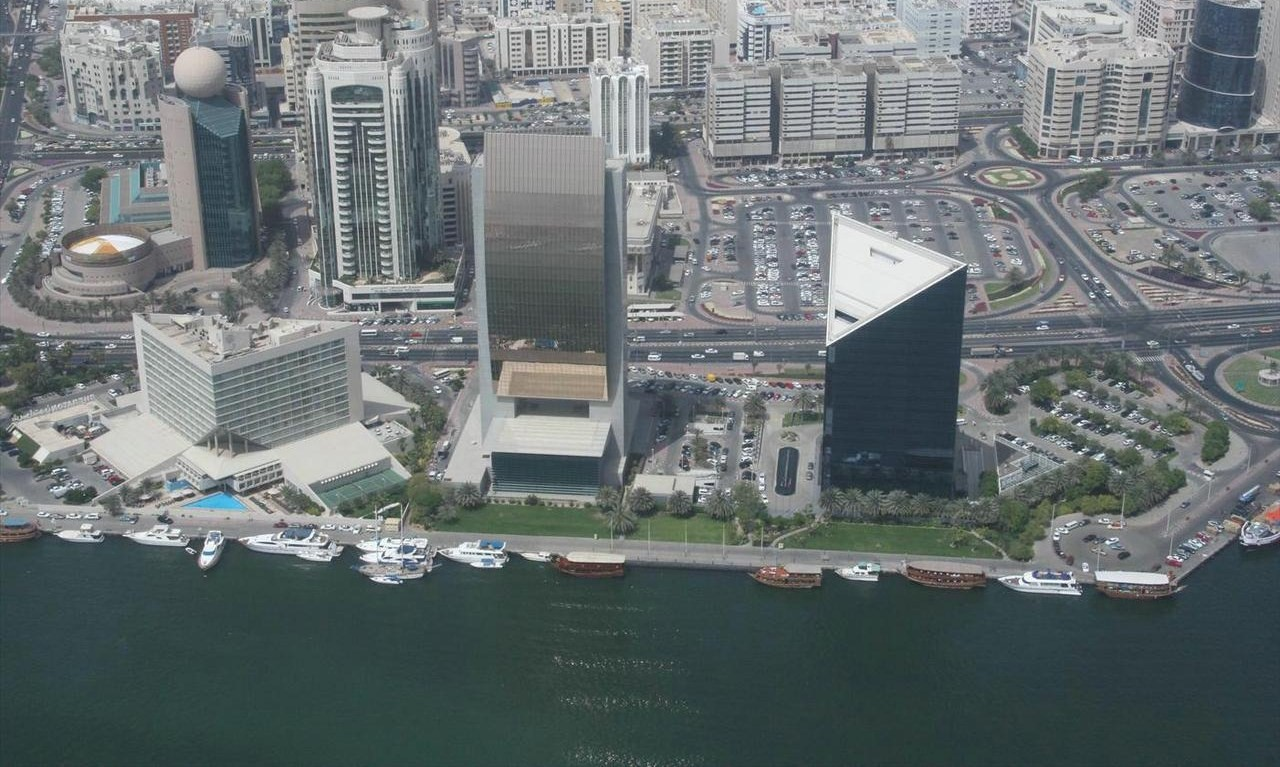
ديرة

- 1. جسر آل مكتوم
- 2. جسر القرهود
- 3. جسر دبي العائم
- ديرة4. معبر الخليج التجاري
- 5. نفق الشندغة
- 6. جسر إنفنتي (جسر الشندغة)

## ما قيل في ديرة من الشعر الشعبي
قال الشاعر علي السامان الظاهري (من مواليد العين) واصفاً ديره:

## انظر أيضاً

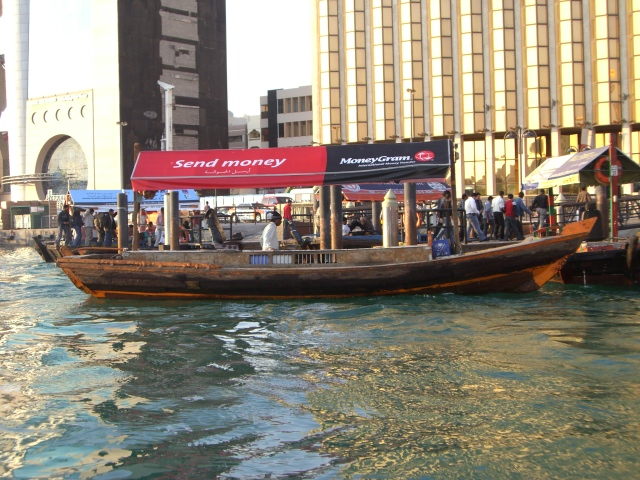
العبرة الوسيلة الأسرع والأرخص للانتقال بين جزئي دبي

## أعلام
- سيف أحمد الغرير